# کرز (مجموعه تلویزیونی)
کِـرِز (انگلیسی: The Crezz) یک مجموعه تلویزیونی درام بریتانیایی است که در سال ۱۹۷۶ منتشر شد. این سریال دربارهٔ ماجراهایی است که ساکنان یک منطقهٔ مسکونی به نام «کارلایل کِـرِسنت» با آن درگیرند. این اهالی، محله‌شان را «کِـرِز» می‌نامند.

## بازیگران
- جاس آکلند
- السپت گری
- جوان هیکسون
- نیکلاس بال
- آیلا بلر
- آنتونی نیکولز
- پیتر بولز
- هیو باردن
- رونالد فریزر
- هیو فریزر
- باب هاسکینز